# روکیتنگتسا (استان لهستان بزرگ‌تر)
{{Infobox settlement
|name=روکیتنگتسا (استان لهستان بزرگ‌تر)
|settlement_type=روستا
|total_type=
|image_skyline=
|image_caption=
|image_flag=
|image_shield=
|image_map=
|subdivision_type=کشور
|subdivision_name= لهستان
|subdivision_type1=استان
|subdivision_name1= استان لهستان بزرگ
روکیتنگتسا (به لهستانی:  Rokietnica) یک روستا در لهستان است که در گمینا روکیتنگتسا (استان لهستان بزرگ‌تر) واقع شده‌است. روکیتنگتسا ۱٬۹۰۰ نفر جمعیت دارد.